# Kalpana Kalahasti
Kalpana Kalahasti (geb. 1980 in Bengaluru, Karnataka) ist eine indische Raumfahrtingenieurin. Sie spielte eine Schlüsselrolle bei der erfolgreichen Landung auf dem Mond im Rahmen der Chandrayaan-3-Mission.

## Leben
Kalahasti stammt aus Thaduku im Mandal Puttur des Distriktes Chittoor  im Bundesstaat Anfrah Pradsh. Sie erwarb einen Bachelorabschluss in Elektronik und Kommunikation an der University of Madras und absolvierte ein Studium der Luft- und Raumfahrttechnik am Indian Institute of Technology Kharagpur. Sie wurde im Jahr 2000 nach einem strengen Auswahlverfahren  bei der indischen Raumfahrtbehörde Indian Space Research Organisation (ISRO)  angestellt und begann ihre Karriere als Radaringenieurin im Satish Dhawan Space Centre (SHAR). Ihre frühere Erfahrung umfasst Beiträge zur zweiten Mondmission und zur Mangalyaanmission. Ihre Tätigkeit bei der ISRO umfasste die Entwicklung mehrerer Erdbeobachtungssatelliten und führte sie schließlich zur stellvertretenden Leitung der Mondmission Chandrayaan 3. Nach dem Scheitern der Chandrayaan-2-Mission im Jahr 2019 spielte sie eine Schlüsselrolle beim Wiederaufbau des Raumfahrzeuges für die Chandrayaan-3-Mission.

## Wirken
Kalahastis Arbeit umfasste die Neukonfigurierung des Orbiters und des Landers sowie die Durchführung umfangreicher Tests und Simulationen zur Sicherstellung der Leistungsfähigkeit des Navigationssystems. Ihre Bemühungen trugen zur erfolgreichen Landung der Sonde auf dem Mond bei. Der Erfolg der Chandrayaan-3-Mission stärkte in Indien und anderen Ländern Interesse und Zuversicht für zukünftige Raumfahrtmissionen. Kalahasti arbeitet an weiteren ISRO-Projekten, darunter einer Mission zur Entnahme von Mondproben und einer bemannten Landung auf dem Mond bis zum Jahr 2040.

## Auszeichnungen
Für ihre Leistungen erhielt sie mehrere Auszeichnungen, darunter den ISRO Team Excellence Award im Jahr 2019. Sie wurde in die Liste Nature’s 10 des Jahres 2023 aufgenommen.